# Fernando de Fuentes
Fernando de Fuentes Carrau (Veracruz, 13 de diciembre de 1894 - México, D. F., 4 de julio de 1958) fue un guionista, productor y director de cine mexicano en la Época de Oro del cine mexicano. Fue director, entre otras, de dos películas clásicas del cine mexicano El compadre Mendoza (1933) y ¡Vámonos con Pancho Villa! (1935). Inició su carrera como segundo ayudante de dirección en Santa (1931), la primera película sonora producida en México. Su capacidad técnica lo promovió a dirigir El anónimo (1932).
De Fuentes es considerado un pionero en películas mexicanas y un director verdaderamente talentoso, que combina excelentes habilidades técnicas con un extraordinario sentido. "Inventó" el género cinematográfico de la comedia ranchera mexicana, con Allá en el Rancho Grande (1936), la primera película mexicana con gran éxito en los mercados extranjeros. Descubrió a Gabriel Figueroa y fue pionero en géneros como el cine de horror, el melodrama y el cine histórico.
Además, fue el primer director mexicano que hizo una película en color, Así se quiere en Jalisco (1942). También fue el primero en hacer una película en coproducción con otro país Jalisco canta en Sevilla (1948), en este caso con España. Tuvo dos hijos (uno de ellos también director y productor, Fernando de Fuentes Reyes), y murió por un infarto en 1958.

## Filmografía

### Director
- Tres citas con el destino (1954)
- Canción de cuna (1953)
- Los hijos de María Morales (1952)
- Crimen y castigo (1951)
- Por la puerta falsa (1950)
- Hipólito, el de Santa (1950)
- Jalisco canta en Sevilla (1949)
- Allá en el Rancho Grande (1949)
- La devoradora (1946)
- Esperanza (1946)
- La selva de fuego (1945)
- Hasta que perdió Jalisco (1945)
- El rey se divierte (1944)
- La mujer sin alma (1944)
- Doña Bárbara (1943)
- ¡Así se quiere en Jalisco! (1942)
- La gallina clueca (1941)
- Creo en Dios (1941)
- El jefe máximo (1940)
- Allá en el Trópico (1940)
- Papacito lindo (1939)
- La casa del ogro (1939)
- La Zandunga (1938)
- Bajo el cielo de México (1937)
- Las mujeres mandan (1937)
- ¡Vámonos con Pancho Villa! (1936)
- Allá en el Rancho Grande (1936)
- Desfile deportivo (1936)
- Petróleo (1936)
- La familia Dressel (1935)
- Cruz Diablo (1934)
- El fantasma del convento (1934)
- El compadre Mendoza (1934)
- El tigre de Yautepec (1933)
- La calandria (1933)
- El prisionero trece (1933)
- El anónimo (1933)

### Productor
- Despedida de casada (1968)
- Amor se dice cantando (1959)
- ¡Paso a la juventud..! (1958)
- Las mil y una noches (1958)
- Escuela para suegras (1958)
- La sombra del otro (1957)
- Que me toquen las golondrinas (1957)
- Las aventuras de Pito Pérez (1957)
- Escuela de vagabundos (1955)
- La intrusa (1954)
- Canción de cuna (1953)
- Los hijos de María Morales (1952)
- Las locuras de Tin-Tan (1952)
- Paco, el elegante (1952)
- Crimen y castigo (1951)
- Entre abogados te veas (1951) (productor ejecutivo)
- Corazón de fiera (1951) (productor ejecutivo)
- Por la puerta falsa (1950)
- Médico de guardia (1950)
- Hipólito, el de Santa (1950)
- No me defiendas compadre (1949)
- Las tandas del principal (1949)
- El colmillo de Buda (1949)
- Jalisco canta en Sevilla (1949)
- Allá en el Rancho Grande (1949)
- Si Adelita se fuera con otro (1948)
- La devoradora (1946)
- El rey se divierte (1944)
- Doña Bárbara (1943)
- ¡Así se quiere en Jalisco! (1942)
- Creo en Dios (1941)
- El jefe máximo (1940)
- Allá en el Trópico (1940)
- Papacito lindo (1939)
- La casa del ogro (1939)
- Allá en el Rancho Grande (1936)
- Petróleo (1936)
- La familia Dressel (1935)

### Escritor
- El dinero tiene miedo (1970)
- Face of the Screaming Werewolf (1964) (secuencias del lobo)
- La casa del terror (1960) (sin créditos)
- Angustia de un secreto (1959)
- Aladino y la lámpara maravillosa (1958)
- Las mil y una noches (1958) (adaptación)
- La sombra del otro (1957) (adaptación)
- Que me toquen las golondrinas (1957)
- Las aventuras de Pito Pérez (1957) (adaptación)
- Escuela de vagabundos (1955) (adaptación)
- La hija del ministro (1952)
- Casa de vecindad (1951)
- Por la puerta falsa (1950)
- Hipólito, el de Santa (1950) (guionista)
- Jalisco canta en Sevilla (1949)
- Allá en el Rancho Grande (1949) (adaptación y diálogo)
- La devoradora (1946)
- La selva de fuego (1945) (guionista)
- Hasta que perdió Jalisco (1945)
- El rey se divierte (1944)
- La mujer sin alma (1944)
- Doña Bárbara (1943)
- ¡Así se quiere en Jalisco! (1942)
- La gallina clueca (1941)
- Creo en Dios (1941)
- El jefe máximo (1940)
- Allá en el Trópico (1940)
- La casa del ogro (1939)
- La zandunga (1938) (guionista y diálogo)
- Bajo el cielo de México (1937)
- Las mujeres mandan (1937)
- ¡Vámonos con Pancho Villa! (1936) (adaptación)
- Allá en el Rancho Grande (1936) (guionista)
- Petróleo (1936)
- La familia Dressel (1935)
- Cruz Diablo (1934)
- El fantasma del convento (1934)
- El compadre Mendoza (1934) (guionista)
- El tigre de Yautepec (1933)
- La calandria (1933) (guionista y diálogo)
- El prisionero trece (1933)
- La llorona (1933)
- El anónimo (1933)
- Una vida por otra (1932)

### Editor
- Allá en el Rancho Grande (1936)
- La familia Dressel (1935)
- Cruz Diablo (1934)
- El fantasma del convento (1934)
- El compadre Mendoza (1934)
- El tigre de Yautepec (1933)
- La calandria (1933)
- Águilas frente al sol (1932)

### Asistente de director
- Santa (1932) (sin créditos)

## Premios y distinciones
Festival Internacional de Cine de Venecia
| Año  | Categoría              | Película                 | Resultado |
| ---- | ---------------------- | ------------------------ | --------- |
| 1938 | Recomendación especial | Allá en el Rancho Grande | Ganador   |

## Familia
Su hijo, Fernando de Fuentes Reyes, también fue cineasta y productor de cine. Su nuera, Yolanda Varela, fue actriz.[cita requerida]